# Karina Caputi
Karina Isabel Caputi (Buenos Aires, 30 juli 1973) is een Argentijnse sterrenkundige. Zij is hoogleraar aan het Kapteyn Instituut van de Rijksuniversiteit Groningen.

## Levensloop
Caputi studeerde natuurkunde bij het Instituto Balseiro, in Bariloche (Argentinië). Ze promoveerde in 2005 aan de Universiteit van Edinburgh (VK) in de astronomie. Hierna deed ze achtereenvolgens postdocs bij het Institut d’Astrophysique Spatiale, Orsay, Frankrijk, bij ETH Zurich in Zwitserland en was ze "Leverhulme Trust Early Career Fellow" bij de Universiteit van Edinburgh in Schotland.
In 2012 werd ze aangesteld bij de Rijksuniversiteit Groningen. In 2015 leidde ze het team dat de ontdekking deed van circa 600 vroege sterrenstelsels en kreeg hiervoor internationale erkenning. Sinds mei 2016 is ze universitair hoofddocent (associate professor) aan het Kapteyn Instituut van de Rijksuniversiteit Groningen. Ze onderzoekt de vorming en evolutie van sterrenstelsels op hoge roodverschuiving, stervorming, de activiteit en evolutie van zwarte gaten over kosmische tijd, infrarood-geselecteerde sterrenstelsels en de fysica van het interstellaire medium. In 2015 ontving ze een ERC Consolidator Grant en in 2021 een Vici-beurs van NWO. In april 2022 werd ze benoemd tot hoogleraar Observationele kosmologie en hoge roodverschuiving sterrenstelsels.

## Publicaties
- Publicaties en co-publicaties SAO/NASA Astrophysics Data System (ADS)